# Trescares
Trescares es un pueblo situado en el concejo de Peñamellera Alta, Principado de Asturias, España. 
Constituida por los barrios de El Pontón y Trescares, en esta localidad los ríos Jana y Rubó vuelcan sus aguas en el río Cares, que desembocará en el río Deva.
Dos de sus principales atracciones son la Iglesia de San Vicente mártir y el puente medieval sobre el Cares La Vidre, posiblemente construido sobre otro romano. Por otra parte, en sus proximidades se encuentra la Cueva de Traúno, con restos de arte rupestre.
Hay dos teorías sobre el por qué de su nombre «Trescares»: la primera, porque está detrás de río Cares ("tres-" hace referencia a detrás), y la segunda, porque los tres ríos que se unen a la altura del pueblo (el Cares, el Rubó y el Jana).

## Historia
Los orígenes del pueblo son remotos, pudiendo ser de la época romana. Desde ese momento se han levantado importantes obras arquitectónicas en el municipio, destacando sobre estas, el mencionado puente La Vidre, del que parten varias rutas.

## Fiestas
La fiesta de Trescares se llama "San Fausto", celebrado el viernes y sábado de la semana en la que coincide "El Pilar", el 12 de octubre. En él, se rinde homenaje al santo, donde los jóvenes se visten de porruanos y llaniscas, traje regional más utilizado en la zona.